# Anna Muggen
Anna Muggen († 29. Mai 1608 in Gorinchem, Grafschaft Holland) war eine niederländische Frau, die wegen Hexerei hingerichtet wurde.
Anna Muggen wohnte an der kleinen Gasse Helmsteeg Nummer 8h in Gorinchem. Als sie ungefähr vierzig Jahre alt war, verlor sie ihren Mann im Achtzigjährigen Krieg. Im Frühling 1608 geriet sie mit dem örtlichen Schuhmacher aneinander, über dessen Preis für ein Paar Schuhe Uneinigkeit bestand. Sie sagte ihm, in Zukunft würde sein Erfolg ausbleiben. Der Schuster fasste dies als Fluch auf und zeigte sie deshalb an. Anna Muggen wurde festgenommen. Weitere sechs Anklagen gegen sie folgten. Sie bekannte sich ohne Umschweife zu allen Vorwürfen. Damit nicht genug, gestand sie, einen Pakt mit dem Teufel zu haben, der ihr für jeden ihrer Flüche Geld einbrachte.
Der Prozess gegen sie dauerte nur einen Monat. Sie wurde zum Tod durch Strangulation verurteilt und sollte anschließend auf dem Scheiterhaufen verbrannt werden. Vollstreckt wurde das Urteil am 29. Mai 1608 auf dem großen Markt. Erzählt wird, dass sie vor ihrem Tod die Stadt Gorinchem verflucht haben soll, indem sie wünschte, das es ohne Unterlass und bis in alle Ewigkeit an diesem Ort regnen solle. Als der Scheiterhaufen entzündet wurde, begann es tatsächlich zu regnen. In Panik und betend flüchteten die abergläubischen Zuschauer.